# Ultra (Film)
Ultra (deutscher Alternativtitel: Blutiger Sonntag) ist ein italienischer Film, der den Alltag von Ultras in Italien Ende der 1980er Jahre beschreibt.

## Handlung
Principe, der Anführer einer Ultragruppe der AS Roma, wird nach zwei Jahren Haft wegen Diebstahls aus dem Gefängnis entlassen. Sofort versucht er wieder in den Alltag einzusteigen, doch es hat sich einiges geändert. Seine Freundin Cinzia hat ein Verhältnis mit seinem Freund Red, ebenfalls Mitglied der Ultras. Principe weiß nichts von dieser Affäre und nimmt sofort wieder seine Tätigkeit bei den Ultras auf.
Zusammen mit seinen Freunden begibt er sich mit dem Zug zum Auswärtsspiel seiner AS Rom gegen Juventus Turin. Dort gibt es mehrere Auseinandersetzungen innerhalb der Ultras. Unter anderem schlägt Red Principe, als dieser nach der Verkündigung der Affäre über Cinzia herzieht. Bei der Ankunft im Turiner Bahnhof wird der Zug mit Steinen und Flaschen beworfen. Red sieht dabei durch das Fenster, dass die Ultras von Juventus Turin, die Drughi, für diese Attacke verantwortlich waren. Die Gruppe stürmt aus dem Zug und schlägt sich mit den Turinern. Danach werden sie in Gewahrsam genommen, bis sie mit einem Sonderbus und unter Polizeigewahrsam zum Stadion gebracht werden. Dort angekommen wartet ein noch größerer Mob der Drughi.
Während der Schlägerei liegt ein Turiner gerade auf Principe, welcher daraufhin ein Messer zieht. Als Smilzo Principe zur Hilfe eilt, dreht der Turiner sich weg und Principe trifft aus Versehen Smilzo mit dem Messer, welcher daraufhin stark blutet. Die Gruppe begibt sich ins Stadion und schwört Rache. Smilzo macht vor seinem Tod eine Andeutung auf Principe, warum er dies getan hat. Red bekommt dies mit und es kommt erneut zu Streitigkeiten. Die Gruppe macht sich auf den Weg, um Rache zu nehmen. Der Film endet daraufhin, als Red bei dem toten Smilzo liegt und die Polizei ihn fragt, ob er wisse, wer dies getan hat. Red antwortet darauf mit nein.

## Kritiken
„In vielen Bildern stimmige, aber streckenweise zu oberflächliche Auseinandersetzung mit dem Hooligan-Problem, die gesellschaftliche Hintergründe fast völlig außer acht läßt. Eine teilweise rüde Sprache und fehlende Distanz gegenüber einem als ‚mannhaft‘ geschilderten Gruppenverhalten fordern Kritikfähigkeit.“

## Auszeichnungen
Der Film nahm am Wettbewerb der Berlinale 1991 teil. Regisseur Tognazzi wurde mit dem Silbernen Bären für seine Regie ausgezeichnet. Tognazzi erhielt außerdem den David di Donatello für die beste Regie. Bei den italienischen Filmpreisen wurde außerdem der Sound ausgezeichnet. Schauspieler Ricky Memphis wurde mit dem Europäischen Filmpreis 1991 als bester Nebendarsteller ausgezeichnet. Hier wurde ebenfalls der Schnitt für preiswürdig angesehen.